# ماجويت نداي
ماجويت نداي هو حكم كرة قدم سنغالي دولي منذ عام 2011 وحكمًا لدوري كرة القدم السنغالي.

## مسيرته التحكيمية
حكم مباراة بين كوريا واليابان في دور الـ16 لبطولة كأس العالم تحت 20 سنة 2019 التي فاز بها منتخب كوريا. أدار نداي مباراة تحديد المركز الثالث في بطولة كأس العالم للأندية 2020 في قطر التي فاز بها الأهلي المصري علي بالميراس البرازيلي بركلات الجزاء 3-2 بعد إنتهاء الوقت الأصلي للمباراة بالتعادل السلبي.